# Tomorrow Never Dies
Tomorrow Never Dies er en britisk actionfilm fra 1997. Filmen er den 18. i EON Productions om den hemmelige agent James Bond, der blev skabt af Ian Fleming. Filmen er dog ikke baseret på en Fleming-historie. I stedet var manuskriptforfatteren Bruce Feirstein inspireret af sine egne oplevelser med journalistik. Titlen var inspireret af the Beatles' sang Tomorrow Never Knows. I den forbindelse var det en mulighed at kalde filmen for Tomorrow Never Lies, en hentydning til skurken Carvers avis Tomorrow. Men ved en fejl blev det til Tomorrow Never Dies i en fax. Det faldt imidlertid i så god jord hos distributøren MGM, at det endte med at blive filmens titel.
I forgængeren GoldenEye var der en forfølgelsesscene med en kampvogn, dette kunne dårligt overgås. I stedet valgte instruktøren Roger Spottiswoode at gå den modsatte vej med en scene med Bond og Wai Lin på en BMW-motorcykel. En anden nyhed var en fjernstyret bil, der blev skabt ved, at en BMW 750i fik et rat på bagsædet. Det meste af scenen med bilen blev optaget i Brent Cross parkeringshus men med afslutningen i Hamburg, hvor den foregår. Et andet nyt indslag er Bonds pistol. Siden den første film i serien, Dr. No, havde han brugt en Walther PPK, men her skifter han den ud med en Walther P99.
Samme år som filmen blev lanceret udkom også bogen Tomorrow Never Dies, som Raymond Benson skrev på basis af filmmanuskriptet. Bogen følger filmen, men er blandt andet suppleret med Carvers baggrundshistorie.

## Handling
En britisk krydser sænkes og et kinesisk jagerfly skydes ned. Bond og kinesiske Wai Lin sættes af deres respektive tjenester på sagen. Sporene peger mod mediemogulen Elliot Carver hvilket hurtigt viser sig begrundet. Carver skaffer sig nemlig sine nyheder på blodig vis og hans næste nyheder er en britisk-kinesisk krig og Bonds død.

## Medvirkende
- Pierce Brosnan – James Bond
- Jonathan Pryce – Elliot Carver
- Michelle Yeoh – Colonel Wai-Lin
- Teri Hatcher – Paris Carver
- Gotz Otto – Mr. Stamper
- Joe Don Baker – Jack Wade
- Ricky Jay – Henry Gupta
- Vincent Schiavelli – Dr. Kaufman
- Judi Dench – M
- Desmond Llewelyn – Q
- Samantha Bond – Miss Moneypenny